# 표면 처리

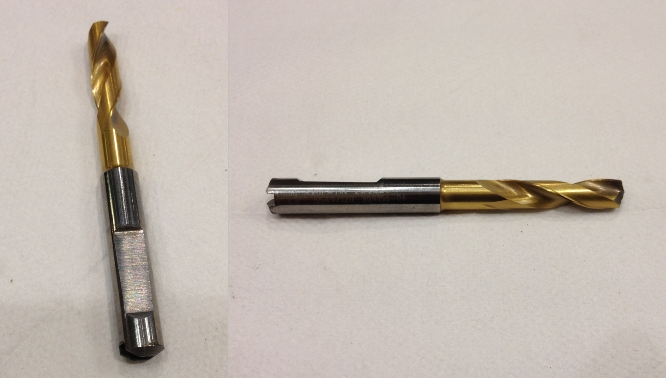
절삭날을 더욱 단단하게 만드는 표면 마감 처리된 드릴 비트

표면 처리(surface treatment) 또는 표면 마감(surface finishing)은 특정 특성을 달성하기 위해 제조된 품목의 표면을 변경하는 광범위한 산업 공정이다. 마감 공정은 외관, 접착성 또는 습윤성, 납땜성, 내식성, 변색 저항성, 내화학성, 내마모성, 경도 개선, 전기 전도성 수정, 버(burr) 및 기타 표면 결함 제거, 표면 마찰 제어를 위해 사용될 수 있다. 제한된 경우 이러한 기법 중 일부를 사용하여 원래 치수를 복원하여 품목을 회수하거나 수리할 수 있다. 미완성 표면을 흔히 밀 피니시(mill finish)라고 한다.
표면 처리 공정은 공작물에 미치는 영향에 따라 분류할 수 있다.
- 피니싱 제거 또는 모양 변경
- 피니싱 추가 또는 변경

기계적 공정은 최종 표면 처리의 유사성 때문에 함께 분류될 수도 있다.

## 추가 또는 변조
- 표면경화법
- 유약
- 확산 과정:
  - 플라즈마 질화 처리
- 전기도금
- 금붙임
- 널링
- 도료
- 박막 분해
  - 화학기상증착(CVD)
  - 전기도금
- 유리질 법랑질

## 제거 또는 모양 변경
- 연마재 분사
  - 샌드블래스팅
- 화학기계적 연마(CMP)
- 전해가공
- 습식 식각
- 연마
- 슈퍼피니싱

## 기계적 처리
- 연마재 분사
- 연마

## 같이 보기
- 표면과학